# Mümling
Die Mümling ist ein fast 50 km, über Mossau und Marbach 59,7 km langer linker Zufluss des Mains, der dem Mümlingtal im Odenwald seinen Namen gibt. Auf bayerischer Seite wird sie auch Mömling genannt, insbesondere auf Landkarten und in amtlichen Dokumenten.

## Name
Die Römer nannten den Fluss Nemaninga, ersichtlich aus dem Namen der Spähereinheit Numerus Brittonum Nemaningensium, die mutmaßlich in Obernburg stationiert war. Wovon sich der Name Mümling tatsächlich ableitet, ist nicht genau bekannt. Nach Wolf-Armin von Reitzenstein bestehen drei mögliche Theorien:
- Der Name Mümling gehört zur „alteuropäischen Hydronymie“, die historisch über die Grenzen der einzelnen indoeuropäischen Sprachfamilien hinausreicht; er ist wohl als Parallele zum Flussnamen Memel zu werten. Der Ortsname Mömlingen leitet sich vom Flussnamen ab.

- Der Flussname leitet sich vom Ortsnamen Mömlingen ab, dem der alte Personenname Mimino zugrunde liegt und durch ein Zugehörigkeitssuffix ing abgeleitet wurde. Der Flussname wurde mit dem althochdeutschen Wort aha, für Wasser, abgeleitet.

- Fluss- und Ortsname entstanden anfangs parallel und unabhängig voneinander. Später wurden dann Namensteile wechselseitig assimiliert.

Die erste urkundliche Erwähnung als Mimilingum war im Jahre 741, die folgenden Schreibweisen  sind dann 798 Mimelinga und Mimininga, 819 Mimilingum und Mimelingen, 1012 Minimingaha, 1382 Momle, 1395 Momelingen, 1424 Momgelinge, 1497 Memling. Wilhelm Müller sah die Herkunft des Namens in der nordischen Mythologie im Wesen der Mimir, Mimirs Söhne waren die Wasserläufe, die aus der Quelle strömen.
Der Heimatforscher Philipp Buxbaum leitete den Namen von der römischen Bezeichnung Nemana bzw. Nemaninga vom lateinischen nemus (Wald) ab, das aus einem Wald fließenden Gewässer. Die spätere, nachrömischen, Bezeichnungen, wie auch die Endungen auf -ingen, deuten auf alemannischen Ableitungen.
Gustav Simon sah den Wortursprung in den germanischen Wassergeistern minnen und muomen, die sich in den Bezeichnungen von 1352 bzw. 1382 in Momle und 1395 bzw. 1449 in Momlingen wiederfinden.

## Geografie

### Mümlingquelle und Quellbäche

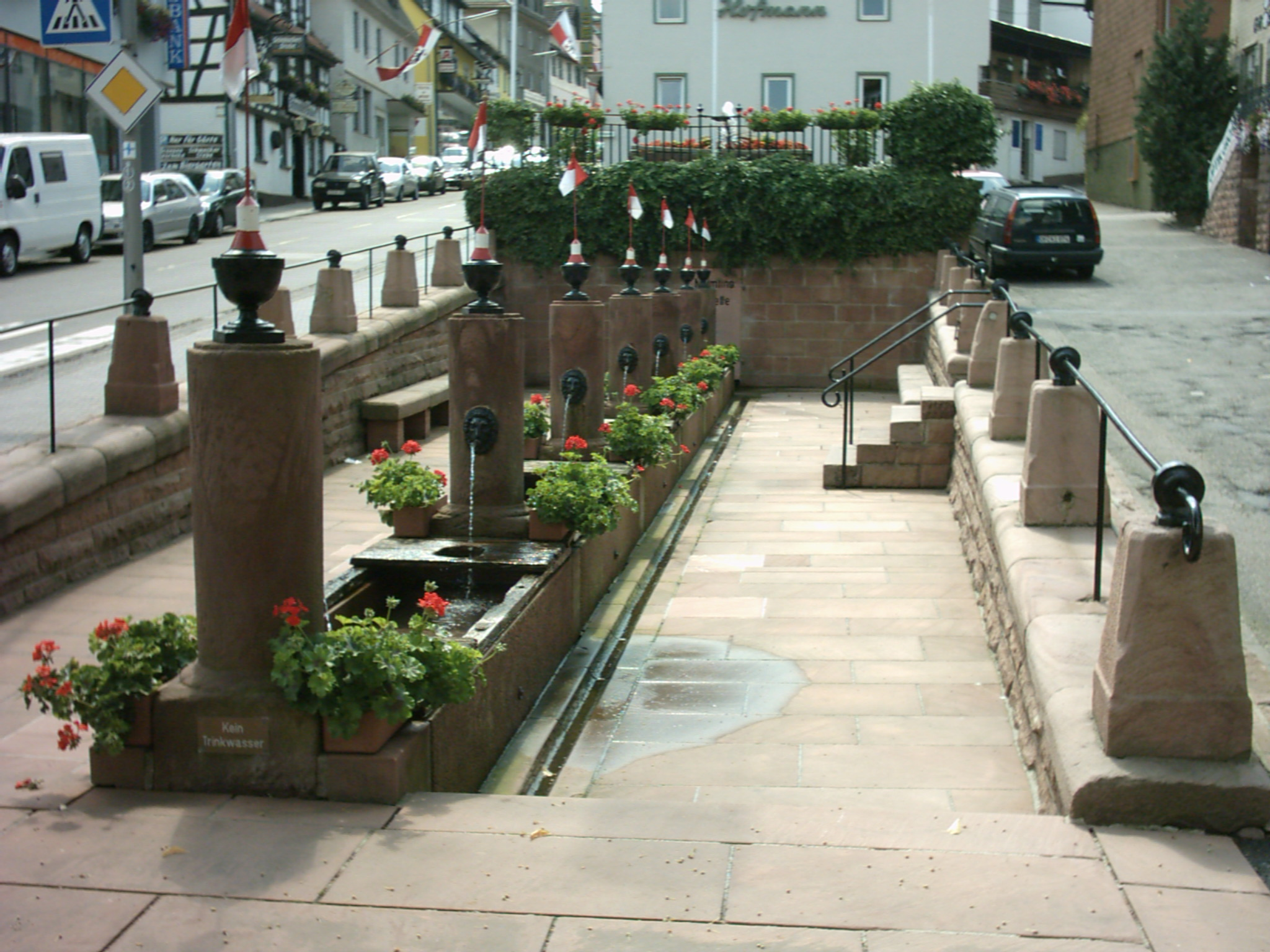
Die Mümlingquelle in Beerfelden, ein Zwölf-Röhrenbrunnen aus Odenwälder Sandstein

Die Mümlingquelle liegt im hessischen Odenwald auf einer Höhe von 400 m ü. NHN inmitten des Oberzenter Stadtteils Beerfelden.
Die Quellfassung ist ein Zwölf-Röhren-Brunnen. Dieser ist eine kulturhistorisch bedeutende Laufbrunnenanlage aus dem Jahre 1810 mit Löwenköpfen aus Messingguss. Der Brunnen selbst wie auch die umgebende Gesamtanlage sind denkmalgeschützt.
Das Quellgebiet um Beerfelden ist der südlichste Teil Hessens, der noch zum Einzugsgebiet des Mains gehört.
Dieser Quelle entspringt der Walterbach, der sich in Hetzbach mit dem etwa gleich großen Gretengraben vereinigt.

### Flusslauf

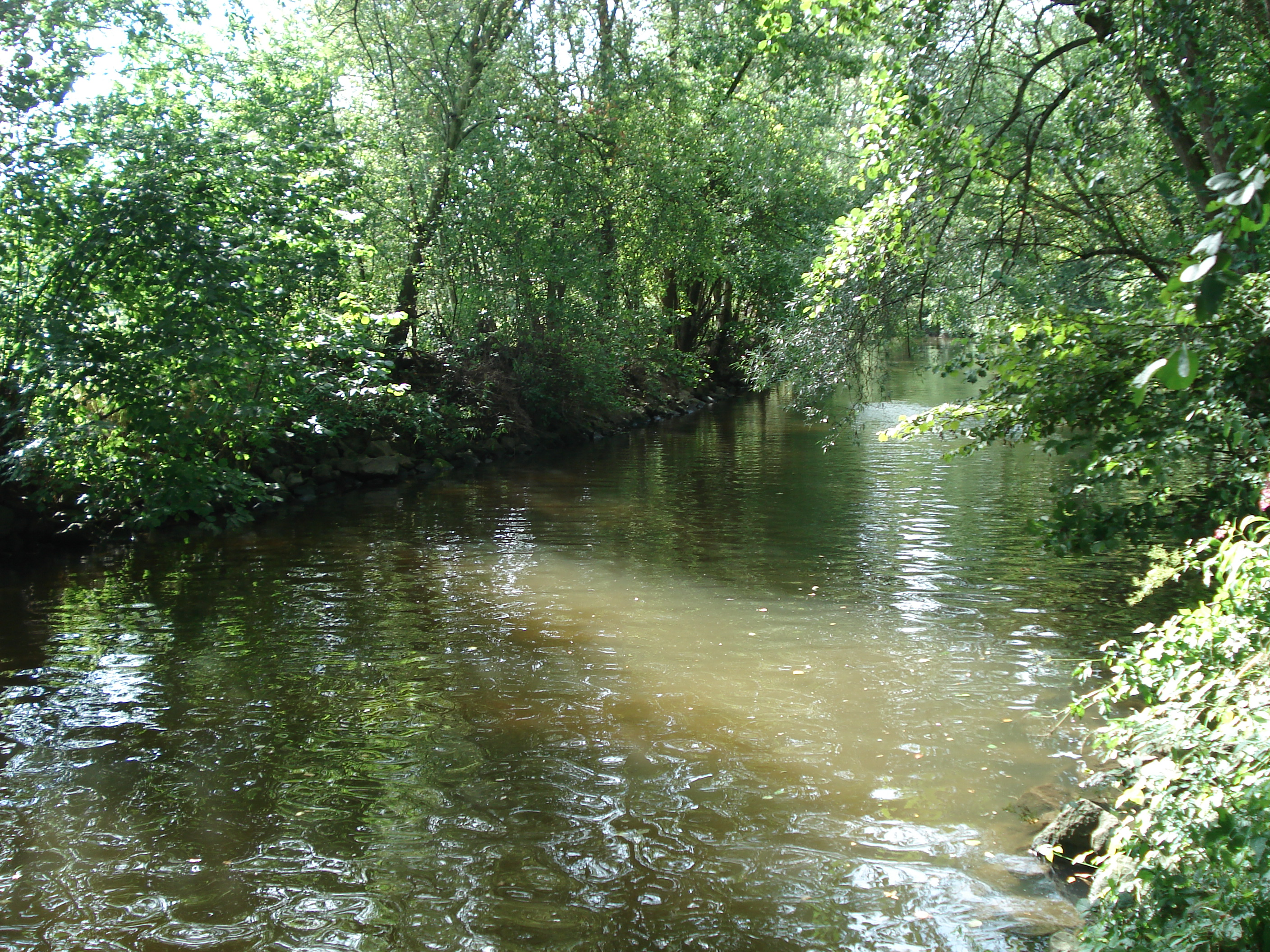
Die Mümling bei Obernburg

Nach der Vereinigung trägt der Fluss den Namen Mümling.
Die Mümling fließt zunächst in Richtung Norden in einem weiten Tal durch den Hinteren Odenwald. Ihr Tal ist das Kerngebiet des Odenwaldkreises. In ihm reihen sich von Süd nach Nord die größten Ortschaften des Kreises: die ehemalige Residenz- und heutige Kreisstadt Erbach, Michelstadt, Bad König und Höchst im Odenwald.
Hinter Höchst wendet sich die Mümling nach Nordosten, beschreibt einen Bogen südlich und östlich um die Burg Breuberg herum, um schließlich die letzten 8,4 km auf bayerischem Boden durchweg in östlicher Richtung dem Main zuzustreben.
Die Mümling mündet schließlich bei Obernburg auf einer Höhe von 117 m ü. NHN von links in den Main.
Ihr etwa 49,7 km langer Lauf endet circa 283 Höhenmeter unterhalb ihrer Quelle, sie hat somit ein mittleres Sohlgefälle von 5,7 ‰.

### Einzugsgebiet und Zuflüsse

#### Einzugsgebiet

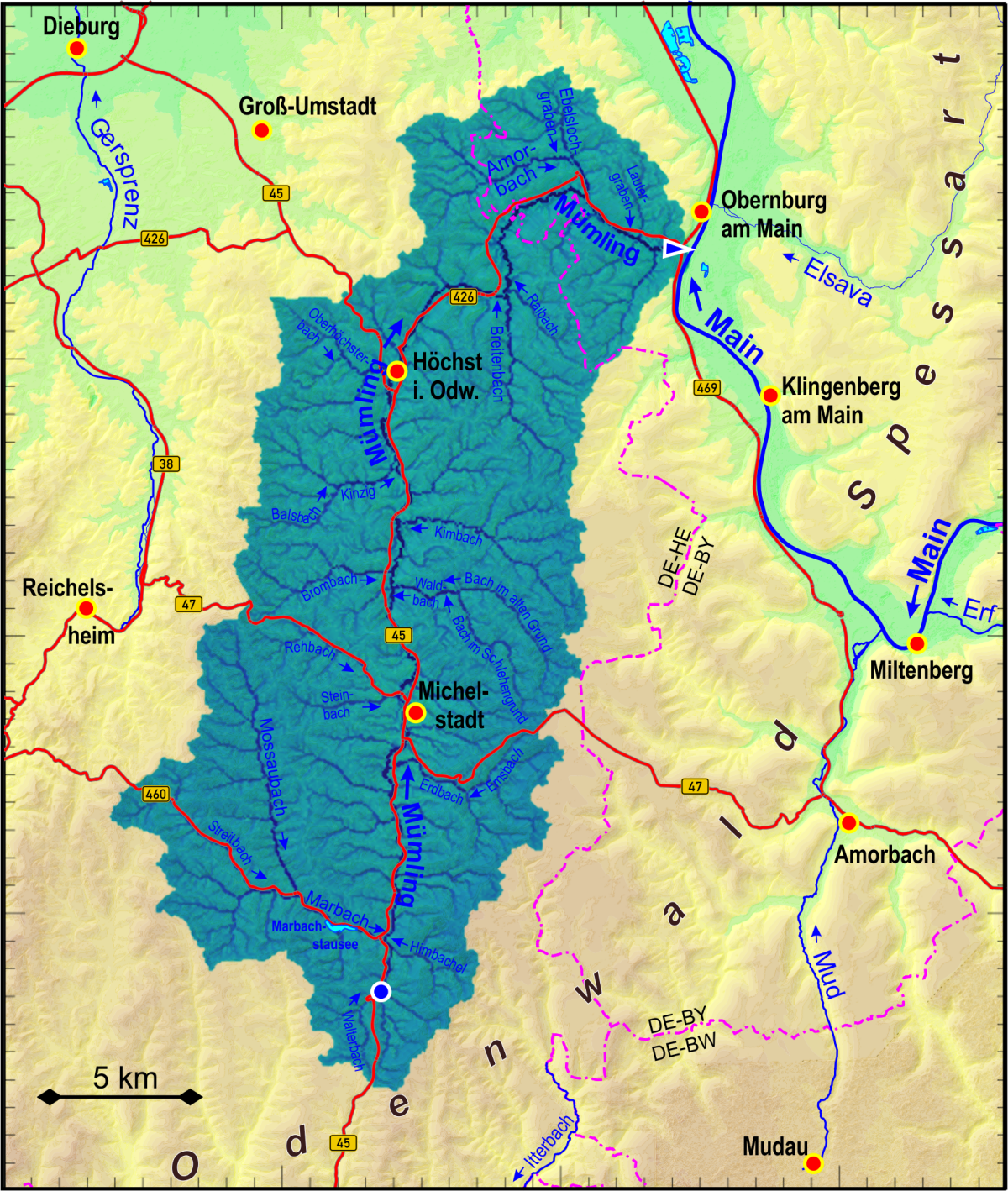
Einzugsgebiet der Mümling

Die Mümling entwässert einen Teil der Nordabdachung des Odenwalds über den Main und dann den Rhein zur Nordsee.
89,3 % des 378,85 km² großen Einzugsgebiets liegen in Hessen, die restlichen 10,7 % in Bayern.

#### Längster Strang und hydrologischer Hauptstrang
Längster Strang
Die Mümlingquelle ist nicht die mündungsfernste Quelle im Mümlingtal, vielmehr legt das Wasser, das aus der Quelle des Mossaubachs am Morsberg im Gebiet von Reichelsheim austritt, über anfänglich den Marbach und dann die Mümling 59,7 km bis zum Main zurück und damit 10 km mehr als das Quellwasser der Mümling selbst.
Hydrologischer Hauptstrang
1. Direkter Vergleich Mümlingoberlauf und Marbach am Zusammenfluss
| Name    | Länge [in km] | EZG [in km²] | MQ [in l/s] |
| ------- | ------------- | ------------ | ----------- |
| Mümling | 06,1          | 22,15        | 159,5       |
| Marbach | 12,5          | 57,38        | 888,4       |

Der längere Marbach hat das größere Einzugsgebiet und ist auch wasserreicher als die Mümling.

Hydrologischer Hauptstrang: Vergleich Marbach und Mossaubach
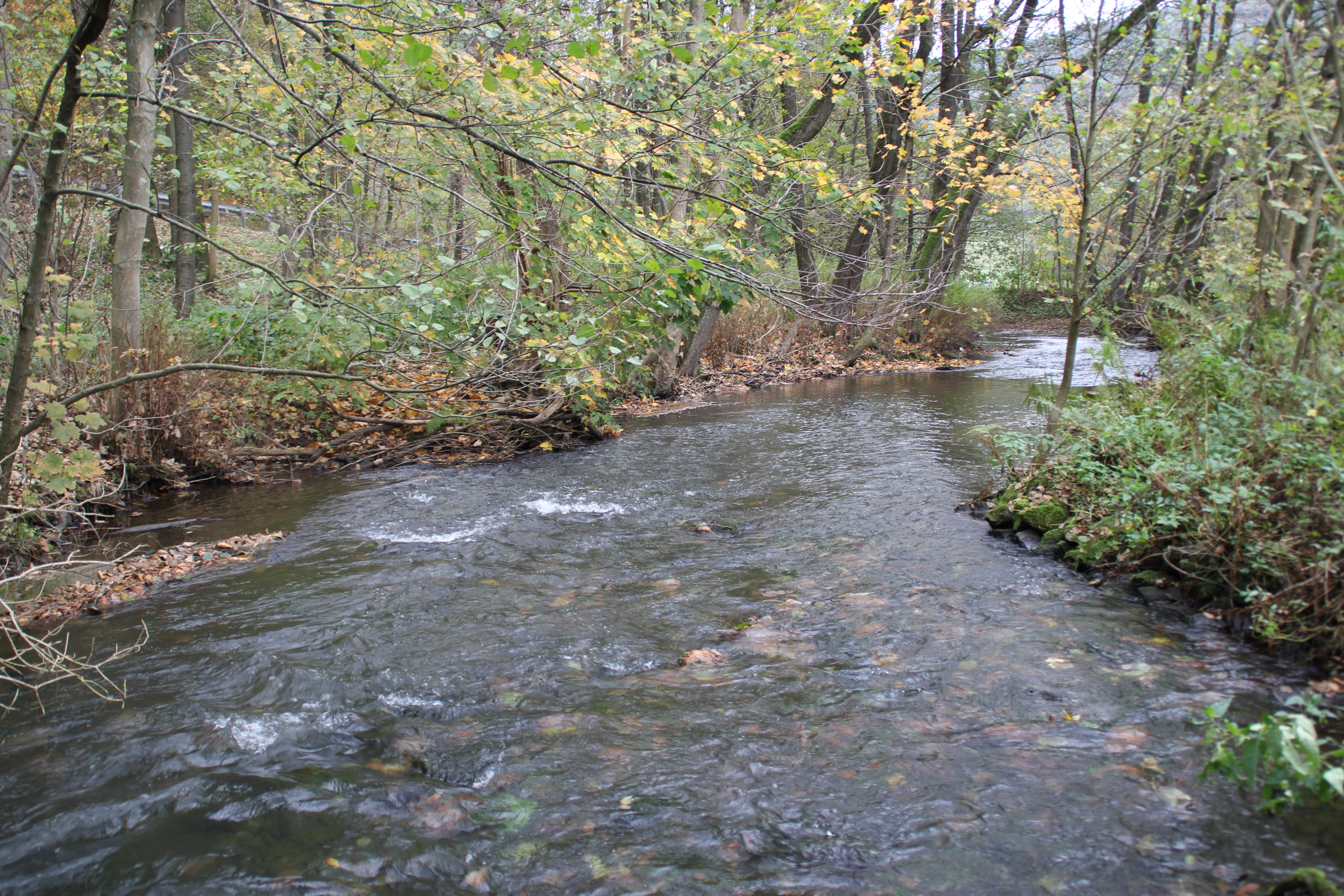
Der Marbach
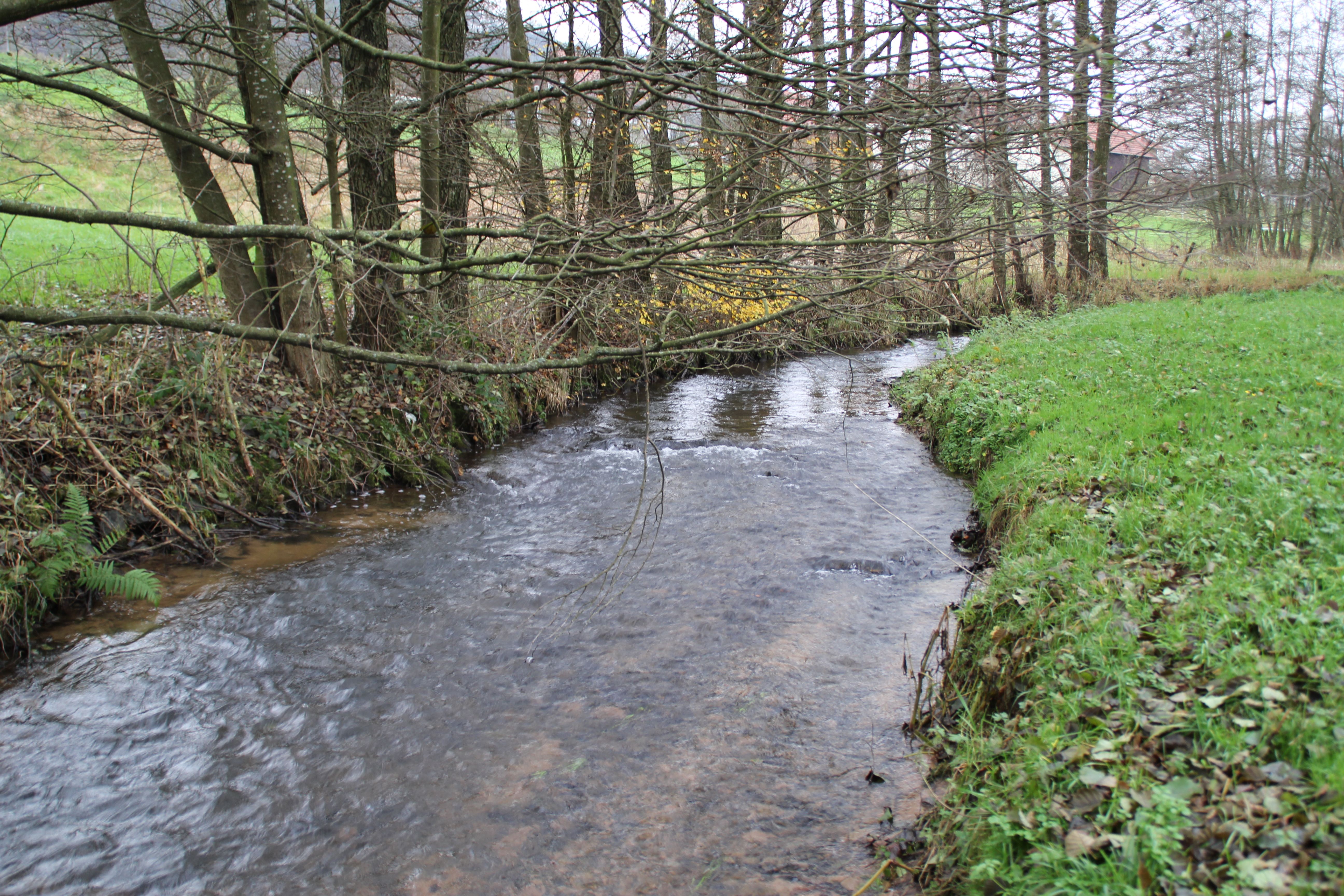
Der Mossaubach

2. Direkter Vergleich Marbachoberlauf und Mossaubach am Zusammenfluss
| Name       | Länge [in km] | EZG [in km²] | MQ [in l/s] |
| ---------- | ------------- | ------------ | ----------- |
| Marbach    | 08,4          | 22,76        | 311,3       |
| Mossaubach | 11,4          | 25,48        | 309,0       |

Der längere Mossaubach hat zwar das größere Einzugsgebiet, ist jedoch nicht ganz so wasserreich wie der Marbach.
Der Marbach mit seinem Quellbach Schmerbach ist somit der hydrologische Hauptstrang des Flusssystems Mümling.

#### Zuflüsse
Zu den Zuflüssen der Mümling gehören von der Quelle abwärts:
| Stat. in km | Name                                | GKZ       | Lage              | Länge in km | EZG in km² | MQ in l/s | Mündung                                      | Mündungshöhe in m ü. NHN | Bemerkungen                       |
| ----------- | ----------------------------------- | --------- | ----------------- | ----------- | ---------- | --------- | -------------------------------------------- | ------------------------ | --------------------------------- |
| 046,80      | Walterbach                          | 2474      | linker Quellbach  | 003,3000    | 0010,770   |           | Oberzent-Hetzbach                            | 30000000                 | EZG = Walterbach und Gretengraben |
| 046,80      | Gretengraben                        | 2474-112  | rechter Quellbach | 001,4000    |            |           | Hetzbach                                     | 30000000                 |                                   |
| 044,60      | Himbachel                           | 2474-192  | rechts            | 001,4000    | 0006,6000  |           | bei Hetzbach                                 | 26000000                 |                                   |
| 044,00      | Marbach                             | 2474-2    | links0            | 012,5000    | 0057,380   | 0888,4000 | bei Marbach                                  | 26000000                 | Länge mit Schmerbach              |
| 041,10      | Bach aus dem Hasengrund             | 2474-3194 | rechts            | 001,0000    |            |           | in Erbach-Schönnen                           | 24000000                 |                                   |
| 040,10      | Günterfürsterbach                   | 2474-3196 | links0            | 002,1000    |            |           | bei Schönnen                                 | 23000000                 |                                   |
| 038,40      | Lauerbach                           | 2474-34   | links0            | 003,1000    | 0005,310   |           | in Erbach-Lauerbach                          | 22000000                 |                                   |
| 037,90      | Krebsbach                           | 2474-352  | rechts            | 002,3000    |            |           | in Erbach                                    | 21700000                 |                                   |
| 037,50      | Roßbächl                            | 2474-354  | links0            | 003,7000    |            |           | in Erbach                                    | 21500000                 |                                   |
| 035,00      | Bach aus dem Kemmelsgrund           | 2474-372  | links0            | 002,5000    |            |           | zwischen Erbach und Michelstadt              | 20200000                 |                                   |
| 034,90      | Erdbach                             | 2474-38   | rechts            | 007,0000    | 0014,460   | 0164,3000 | bei Michelstadt                              | 20100000                 |                                   |
| 033,00      | Rehbach                             | 2474-4    | links0            | 006,8000    | 0014,580   | 0216,1000 | in Michelstadt-Steinbach                     | 19700000                 |                                   |
| 032,90      | Marbach                             | 2474-512  | rechts            | 003,1000    |            |           | bei Michelstadt                              | 19600000                 |                                   |
| 032,10      | Kellersgraben                       | 2474-514  | rechts            |             |            |           |                                              |                          |                                   |
| 031,30      | Der vordere Graben                  | 2474-532  | links0            |             |            |           |                                              |                          |                                   |
| 031,20      | Der hintere Graben                  |           | links0            |             |            |           |                                              |                          |                                   |
| 028,60      | Bach von Götterhain                 | 2474-534  | links0            | 002,1000    | 0002,0000  |           | bei Zell im Odenwald                         | 18500000                 |                                   |
| 028,20      | Waldbach (Bach aus dem Alten Grund) | 2474-54   | rechts            |             |            | 0228,0000 |                                              |                          |                                   |
| 027,90      | Brombach                            | 2474-56   | links0            | 006,3000    | 0011,9000  | 0159,4000 | bei Zell im Odenwald                         | 18200000                 |                                   |
|             | Kimbach                             | 2474-58   | rechts            |             |            | 0189,1000 |                                              |                          |                                   |
|             | Fürstengrunder Bach                 | 2474-592  | rechts            |             |            |           |                                              |                          |                                   |
|             | Kinzig                              | 2474-6    | links0            | 000,0000    |            | 0154,5000 | bei Bad König-Etzen-Gesäß                    | 16900000                 |                                   |
|             | Forsteler Bach                      | 2474-714  | links0            |             |            |           |                                              |                          |                                   |
|             | Beinegraben                         | 2474-732  | rechts            |             |            |           |                                              |                          |                                   |
|             | Oberhöchster Bach                   | 2474-74   | links0            |             |            | 0094,5000 |                                              |                          |                                   |
|             | Obrunngraben                        | 2474-752  | rechts            | 002,2000    |            |           | in Höchst im Odenwald                        | 15000000                 |                                   |
|             | Hetschbach                          | 2474-76   | links0            | 001,4000    | 0004,010   |           | in Höchst im Odenwald                        |                          |                                   |
|             | Bach aus der Schwarzen Klinge       | 2474-794  | links0            | 002,1000    |            |           |                                              | 14600000                 |                                   |
|             | Breitenbach                         | 2474-8    | rechts            | 007,2000    | 0019,1000  | 0144,4000 | bei Breuberg-Neustadt                        | 14500000                 |                                   |
|             | Raibach                             | 2474-912  | rechts            | 003,8000    |            |           | östlich von Breuberg-Rosenbach               | 14300000                 |                                   |
|             | Amorbach                            | 2474-96   | links0            | 007,4000    | 0025,590   |           | in Mömlingen                                 | 13300000                 |                                   |
|             | Schlauchwiesengraben                | 2474-972  | rechts            | 002,4000    |            |           | nördlich von Obernburg am Main-Neustädterhof | 12900000                 |                                   |
|             | Eisengraben                         |           | rechts            | 002,9000    | 0000,0000  |           | in Obernburg am Main-Eisenbach               | 12600000                 |                                   |
|             | Lautergraben                        |           | links0            | 002,5000    | 0004,1000  |           | in Obernburg am Main                         | 12300000                 |                                   |
|             | Rainchestalgraben                   | 2474-98   | rechts            | 004,8000    | 0007,460   |           | südlich von Obernburg am Main                | 12100000                 |                                   |
| 000,00      | Mümling                             | 2474      |                   | 049,7000    | 0377,350   | 3940,0000 | bei Obernburg am Main                        | 11700000                 |                                   |

Anmerkungen zur Tabelle
1. ↑  Zu den indirekten Zuflüssen siehe Liste der Fließgewässer im Flusssystem Mümling
2. ↑  Gewässerkennzahl, in Deutschland die amtliche Fließgewässerkennziffer mit zur besseren Lesbarkeit eingefügtem Trenner hinter dem Präfix, das einheitlich für den allen gemeinsamen Vorfluter Mümling steht.
3. ↑  Zusammenfluss mit dem Gretengraben zur Mümling
4. ↑  Zusammenfluss mit dem Walterbach zur Mümling
5. ↑  Hydrologischer Hauptstrang
6. 1 2  Länge Eigenmessung
7. ↑  Die Daten der Mümling zum Vergleich
8. ↑  Länge ab Mümlingquelle, längster Strang Mossau→Marbach→Mümling 59,7 km
9. ↑  Mündet in den Main

### Flusssystem Mümling
- Liste der Fließgewässer im Flusssystem Mümling

### Orte an der Mümling
Hessen
- Odenwaldkreis
  - Oberzent
    - Beerfelden

  - Erbach
    - Erbach (Kernort)

  - Michelstadt
    - Michelstadt (Kernort)

  - Bad König
    - Zell im Odenwald
    - Bad König (Kernort)

  - Höchst im Odenwald
    - Mümling-Grumbach
    - Höchst im Odenwald (Kernort)

  - Breuberg
    - Breuberg (Kernort)

Bayern
- Landkreis Miltenberg
  - Mömlingen
    - Mömlingen (Kernort)

  - Obernburg am Main
    - Eisenbach
    - Obernburg (Kernort)

Kursiv = Direkte Anleger

## Fauna

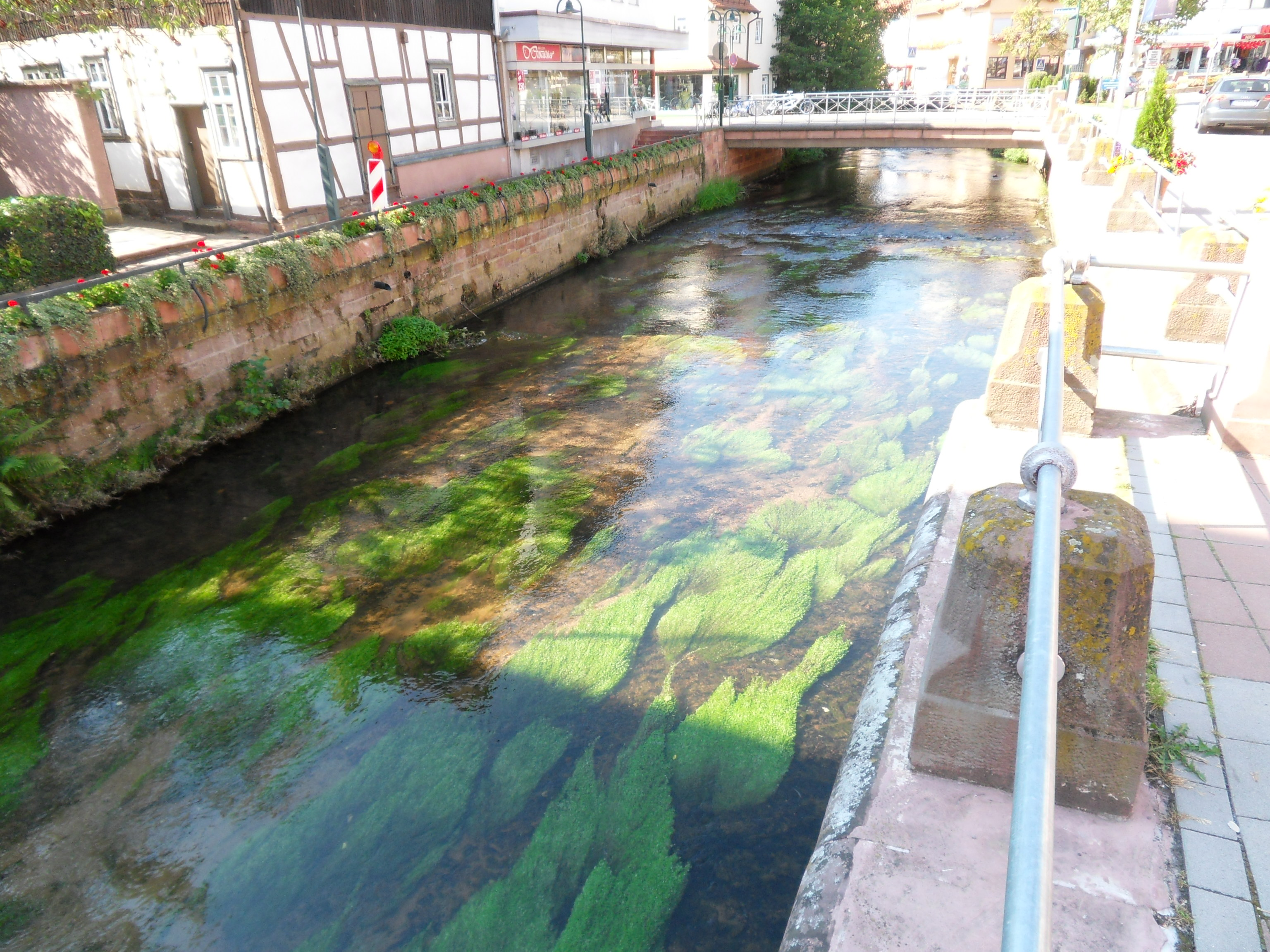
Mümling in Erbach. In der Strömung bewegen sich rankende Wasserpflanzen

Der Fischbestand der Mümling umfasst Äschen, Bachforellen, Bachschmerlen, Brachsen, Flussbarsche, Gründlinge, Lauben, Haseln, Karpfen, Kaulbarsche, Nasen, Rotaugen, Schleien, Aale, Aiteln, Dreistachlige Stichlinge und Zander.
Selten kommen Groppen und Bachneunaugen vor.

## Verkehr
Das Mümlingtal ist eine wichtige Verkehrsader für den Nord-Süd-Verkehr im Hinteren Odenwald. Zwischen dem Frau-Nauses-Tunnel bei Höchst und dem Krähbergtunnel bei Hetzbach verläuft hier die Odenwaldbahn. Ebenfalls über Frau-Nauses verbindet die Bundesstraße 45 das Mümlingtal mit dem Rhein-Main-Gebiet und über Beerfelden und das nach Süden anschließende Gammelsbachtal mit dem Neckartal.
Die Bundesstraße 426 folgt der Mümling von Höchst bis zu ihrem Endpunkt nahe der Mümling-Mündung in Obernburg. Die stillgelegte Bachgaubahn nach Aschaffenburg verlief hier von Höchst bis Mömlingen.